# غو (تشابهار)
غو (بالفارسية: گو) هي قرية تقع في البلدة المركزية في إيران. يقدر عدد سكانها بـ 221 نسمة بحسب إحصاء 2016.